# Map of the Problematique
Map of the Problematique è un singolo del gruppo musicale britannico Muse, pubblicato il 18 giugno 2007 come quinto estratto dal quarto album in studio Black Holes & Revelations.

## Descrizione
Quarta traccia di Black Holes & Revelations, l'introduzione di Map of the Problematique è stata associata a Enjoy the Silence dei Depeche Mode. Il titolo del brano è ispirato al libro Rapporto sui limiti dello sviluppo del 1972, testo commissionato dal Club di Roma che tratta la crescita della popolazione umana e le conseguenze di tale crescita sull'ecosistema terrestre e sulla stessa sopravvivenza dell'uomo. Il libro tratta una sorta di mappa delle problematiche globali presentando una serie di sfide che il mondo potrebbe trovarsi ad affrontare nel prossimo futuro.

## Pubblicazione
Il brano avrebbe dovuto essere il quarto singolo estratto dall'album per il mercato al di fuori del Regno Unito al posto di Invincible che invece sarebbe dovuto divenire il quinto, ma l'uscita per la vendita fisica venne annullata sebbene avesse raggiunto commenti positivi dopo la pubblicazione del singolo per il download digitale.
Il singolo venne messo a disposizione dei fan sul sito ufficiale del gruppo inizialmente in formato MWA con compressione DRM. Sul sito Muselive.com venne pubblicata la notizia che circolavano alcune versioni del singolo con una compressione AAC pulita del DRM e dopo la segnalazione, sul sito è stata pubblicata la traccia ACC nonostante la politica della Warner Music fosse contraria a tale distribuzione. In un messaggio di posta elettronica ufficiale del gruppo inviata ai propri fan, i Muse annunciarono che in concomitanza con il doppio concerto che si sarebbe tenuto al Wembley Stadium, solo per quel lasso di tempo il download del brano avrebbe contenuto un pacchetto per i fan con foto, sfondi per il desktop e screensaver con le immagini esclusive del concerto. Nel 2009 il catalogo online dei singoli digitali presenti sul sito del gruppo venne aggiornato e la canzone è stata inclusa anche nell'iTunes Store formando un unico EP.

## Live
Dopo la pubblicazione di Black Holes & Revelations la canzone viene messa in scaletta durante ogni concerto del gruppo. Durante i concerti del tour di supporto a Black Holes & Revelations, il finale della canzone veniva esteso con il riff di chitarra di Maggie's Farm di Bob Dylan.

## Tracce
Download digitale
1. Map of the Problematique – 4:18
2. Map of the Problematique (Does It Offend You, Yeah? Remix) – 4:24
3. Map of the Problematique (AOL Session) – 4:25

Download digitale – Muse.mu
1. Map of the Problematique – 4:18
2. Map of the Problematique (Live from Wembley Stadium) – 5:05
3. Map of the Problematique (Does It Offend You, Yeah? Remix) – 4:24
4. Map of the Problematique (AOL Session) – 4:25
5. Map of the Problematique (Rich Costey Edit) – 3:40

## Formazione
Gruppo
- Matthew Bellamy – voce, chitarra, tastiera
- Chris Wolstenholme – basso, cori
- Dominic Howard – batteria, percussioni

Produzione
- Rich Costey – produzione, ingegneria del suono, missaggio, registrazione
- Muse – produzione, registrazione aggiuntiva
- Claudius Mittendorfer – assistenza tecnica, registrazione, assistenza missaggio
- Tommaso Colliva – assistenza tecnica, registrazione aggiuntiva
- Myriam Correge, Ross Peterson, Eddie Jackson, Ryan Simms – assistenza tecnica
- Max Dingle – assistenza missaggio
- Vlado Meller, Howie Weinberg – mastering